# خانه‌های بریم شماره ۲۲۴
خانه‌های بریم شماره ۲۲۴ مربوط به دوره پهلوی دوم است و در شهر آبادان، بخش مرکزی، منطقه مسکونی بریم، پلاک ۲۲۴ واقع شده و این اثر در تاریخ ۶ اسفند ۱۳۸۵ با شمارهٔ ثبت ۱۷۴۰۴ به‌عنوان یکی از آثار ملی ایران به ثبت رسیده است.